# Їстівне золото

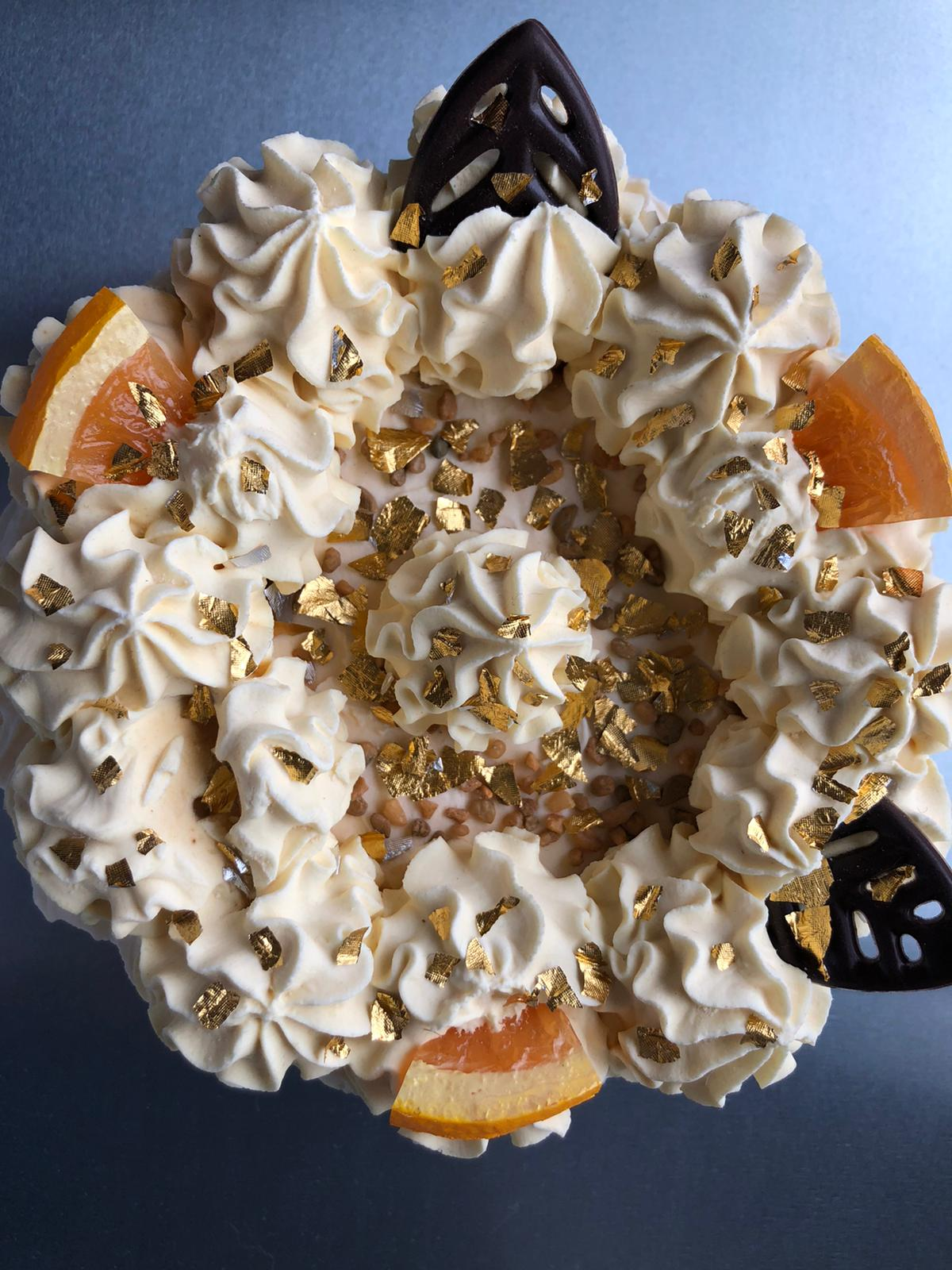
Торт із золотистими пластівцями

Їстівне золото або Харчове золото, також Харчова добавка E 175 — це особливий вид золота, дозволений Європейським Союзом і Сполученими Штатами як харчова добавка під кодом E 175. В Україні харчова добавка E 175 підлягає обов'язковій державній реєстрації. Харчове золото використовують у високій кухні в гастрономічному напрямку до екстравагантних страв. Його можна використовувати в продуктах і напоях, таких як печиво, вина або лікери; як гарнір до суші або до морозива. Немає ні негативних наслідків, ні користі від вживання золота, оскільки воно біологічно інертне, і придатне для використання в їжі, оскільки не окислюється і не піддається корозії у вологому повітрі, на відміну від багатьох інших металів.

## Технічні характеристики та виготовлення
Харчове золото має відповідати специфікаціям застосовних стандартів безпеки харчових продуктів. Він повинен бути чистим, щоб уникнути будь-яких інфекцій або небезпек для організму. Золото зазвичай проходить один із цих процесів: його можна карбувати, товкти й валяти, або просто лист чи порошок. У першому випадку золото має досягати товщини приблизно 1/8000 міліметра, у другому його можна використовувати як звичайний лист (розмір залежить від призначення) або розтерти в порошок.

## Історія
Їстівне золото використовувалося з давніх часів і його можна знайти в багатьох регіонах світу та в різні епохи. Найдавніші свідчення використання їстівного золота є у стародавніх єгиптян, майже 5000 років тому, де використання золота було добре відоме в багатьох галузях. Єгиптяни використовували золото для розумового, тілесного та духовного очищення, оскільки вважали, що воно має божественну дію. Алхіміки Александрії розробили різні ліки та еліксири з питним золотом, які, на їхню думку, відновлювали та омолоджували організм. Вважається, що Клеопатра щовечора проводила процедури із застосуванням золота для тіла, наприклад приймала ванни з золотом і використовувала маску для обличчя з чистого золота.
Стародавні єгиптяни були не єдиними, хто використовував золото як декоративний гарнір для їжі та напоїв; його також можна знайти в східних країнах, таких як Японія, Китай та Індія, в основному для ліків, виготовлених придворними лікарями.
Їстівне золото було відоме при дворах королів європейських країн у середні віки, використовувалося як прикраса їжі та як символ надзвичайної розкоші та престижу серед васалів та придворних. Стародавні придворні лікарі вважали, що золото допомагає при артриті та інших хворобах тіла, таких як болі в кінцівках.
В епоху Відродження Парацельс (1493–1541) – який вважається засновником сучасної фармакології – розробив різноманітні ліки, використовуючи невелику кількість харчового золота у формі таблеток або золотого порошку.
З сучасності – і до двадцятого століття – золото асоціювалося з ліками. Звичайним було знайти застосування якогось шматка золота в складних і дорогих ліках, використовуючи маленькі пігулки чи порошок всередині ліків, або як добавку до їжі для поповнення мінералів у людському тілі. 

## Вплив на здоров'я
Золото є особливо неактивним елементом і не засвоюється в процесі травлення, тому його безпечно вживати. Однак його споживання не приносить харчової користі чи користі для здоров’я. Чистота харчового золота має бути 23–24 карати, що перевищує той, який використовується у типових ювелірних виробах, які можуть містити інші метали та бути токсичними при споживанні. Ефекти та безпечність E-175 були вперше оцінені ще в 1975 році та нещодавно переоцінені у 2016 році EFSA (Європейським органом з безпеки харчових продуктів) при використанні металу як добавки або харчового барвника. Агентство дозволило використовувати золото як харчову добавку на рівні quantum satis у зовнішньому покритті кондитерських виробів, оздобленні шоколаду та в лікерах. Тим не менш, у ньому зазначено, що:
the specifications for gold (E 175) should include the mean particle size and particle size distribution (± SD), as well as the percentage (in number) of particles in the nanoscale (with at least one dimension below 100 nm), present in the powder form of gold (E 175). The methodology applied should comply with the EFSA Guidance document. Exposure estimates of gold (E 175) reached up to 1.32 µg/kg body weight (bw)/day in the maximum level exposure assessment scenario and up to 0.33 µg/kg bw/day in the refined, non-brand-loyal, exposure scenario.

## Виробництво
У всьому світі є кілька виробників, які спеціалізуються на виробництві харчового золота. В Італії, наприклад, Giusto Manetti Battiloro Sp A. виробляє сусальне золото та срібло для кухні та краси; у Великій Британії одним із найбільших постачальників харчового золота та срібла є Conneisseur Gold, клієнтами якого є великі мережі супермаркетів, виробники різдвяного пудингу, дистилятори, ресторани, відзначені зірками Мішлена, дистриб’ютори харчових продуктів, спеціалізовані виробники тортів, косметичні компанії та особи (для домашнього використання). CornucAupia є одним із відомих дистриб’юторів у США, ланцюжок постачань якого починається й закінчується в Північній Америці, щоб гарантувати чистоту на цьому шляху.
На азійському ринку Horikin Ltd є піонером із сусального золота в Японії, де золото широко використовується в чаї. У Німеччині є кілька виробників, таких як Goldmarie і Gold Gourmet і швейцарська DeLafée.
Основними покупцями їстівного золота є розкішні ресторани, які хочуть створити ефект багатства в їжі та створити новий досвід для своїх клієнтів. Найвідоміші ресторани, які включають у своє меню деякі страви із золотом, знаходяться в Дубаї, Мальті, Нью-Йорку, Вашингтоні та Лондоні. Однак ця тенденція починає поширюватися навіть у маленьких ресторанчиках. Їстівні золоті листи, пластівці або порошок також можна легко знайти на онлайн-ринку.

## Практичні деталі застосування
Їстівне золото можна використовувати в основному в трьох різних формах для прикраси страв і напоїв: у формі листа, у вигляді пластівців або порошку. Серед страв і напоїв, до складу яких входить харчове золото, входять тістечка та солодкі десерти, супи, пасти, ризотто, суші, коктейлі та вина. Оскільки воно використовується як несмачний гарнір, їстівне золото зазвичай є інгредієнтом у верхній частині страви при прямому контакті з їжею. У більшості рецептів, які вимагають золота в пластівцях або пилу, його зазвичай протирають ножем або посипають зверху. Золото додають під час розливу вин і лікерів і зазвичай змішують під час приготування коктейлів. Зовсім недавно золоті листочки використовували для прикраси стейків і гамбургерів: «24-каратний стейк-бургер» Hard Rock Café продавався в США на 7 доларів дорожче, ніж той, що не мав металевого гарніру. Солт Бей, шеф-кухар, власник мережі ресторанів Nusr-Et, включає у своє меню стейк, повністю покритий золотом, який продають у Греції за 650 євро.

## У культурі споживання
Поширення через соціальні мережі було пов’язане зі зростанням попиту на харчове золото у 21 столітті. Як наслідок, явне споживання предметів розкоші стало рушійною силою споживання їстівного золота та його поширення майже в кожному регіоні світу сьогодні. Розпочавшись як вірусне явище в Дубаї, поширення ресторанів і тістечок, у рецептах яких використовується їстівне золото, охопило все більше країн і популярніших і доступніших кафе та ресторанів.
Символізм є головною рисою споживання їстівного золота, оскільки воно є виключно естетичним гарніром. Прикрашаючи їжу золотом, шеф-кухарі прагнуть створити страву, яку можна швидко розпізнати як розкішну та екстравагантну, підвищуючи свій статус до «митця кулінарії». Важливість художньої цінності страви, прикрашеної золотом, набуває актуальності в сучасному суспільстві через загальний пріоритет зору над іншими органами чуття, що впливає навіть на кулінарне середовище.
Їстівне золото вважається розкішним, тому що воно рідко зустрічається на арені вишуканих ресторанів, що постійно конкурує, навіть незважаючи на те, що його поширення охоплює все більше і більше регіонів світу. Крім того, візуальний ефект золотистої та їстівної страви надає їй мистецької, дорогоцінної та екстравагантної аури, що головним чином приваблює споживачів.
Окрім своїх фізичних характеристик – блискучого та сонячного кольору – золото втілює кілька соціальних цінностей – особливо демонстрацію соціальної влади – які є надзвичайно актуальними з попередніх епох.
Сьогодні багато кухарів включають їстівне золото в пропозиції своїх ресторанів, серед них: «Nusr-Et Steakhouse», Дубай; «Серендіпіті 3», Нью-Йорк; «Margo's Pizzeria», Мальта; «Hard Rock Cafe», Нью-Йорк, Таймс-сквер; «Il Marchesino», Мілан.